# Pernell Schultz
Pernell Anthony Schultz (Georgetown, Guyana, 7 de abril de 1994) es un futbolista guyanés que juega como mediocampista ofensivo en el Guyana Police Force de la GFF Elite League de Guyana. Es internacional con la selección de fútbol de Guyana.

## Selección nacional
Debutó el 18 de noviembre de 2012 en la victoria por 4-3 ante Guayana Francesa en un partido de la Copa del Caribe de 2012, entrando como sustitución de Nicholas Millington, jugando solo los minutos finales.

#### Goles internacionales
| No | Fecha                 | Sede                                                    | Adversario        | Gol  | Resultado | Competencia                         |
| -- | --------------------- | ------------------------------------------------------- | ----------------- | ---- | --------- | ----------------------------------- |
| 1. | 29 de marzo de 2015   | Estadio Providence, Providence, Guyana                  | Granada           | 1 –0 | 2–0       | Partido amistoso                    |
| 2. | 29 de marzo de 2015   | Estadio Providence, Providence, Guyana                  | Granada           | 2 –0 | 2–0       | Partido amistoso                    |
| 3. | 14 de octubre de 2019 | Instalación de pista y campo sintético, Leonora, Guyana | Antigua y Barbuda | 5 –1 | 5-1       | 2019-20 CONCACAF Liga de Naciones B |

## Logros
- Caledonia AIA: Subcampeón TT Pro League 2012-13